# Sherel Floranus
Sherel Floranus, född 23 augusti 1998, är en nederländsk-curaçaoisk fotbollsspelare som spelar för PEC Zwolle.

## Karriär
Den 21 augusti 2015 debuterade Floranus för Sparta Rotterdam i Eerste Divisie i en 3–0-vinst över FC Eindhoven.
Den 19 juni 2018 värvades Floranus av Heerenveen, där han skrev på ett treårskontrakt. Den 30 juni 2021 värvades Floranus av turkiska Antalyaspor, där han skrev på ett treårskontrakt.